# Mark IV
Il Mark IV era un carro armato britannico della prima guerra mondiale.

## Storia
Il Mark IV è stato sviluppato direttamente dal Mark I aumentando la corazzatura frontale a 12 mm e quella laterale a 8 mm e riposizionando il serbatoio nella parte bassa posteriore del veicolo. Per portare il carburante dal serbatoio al motore è stata installata una pompa. In origine il Mark IV avrebbe dovuto montare una nuova trasmissione che richiedeva un solo uomo per la conduzione del carro. La produzione di altri carri armati venne interrotta in attesa della conclusione del progetto del Mark IV. La produzione del Mark IV venne avviata nel marzo 1917 adottando la stessa trasmissione già utilizzata sul Mark I, dato che la nuova trasmissione non fu disponibile per tempo.
Il Mark IV venne prodotto in tre versioni. La versione maschio (Male) era armata con due cannoni QF 6 pounder 6 cwt Hotchkiss da 57 mm, uno per ciascuno degli sponson laterali, e con tre mitragliatrici Lewis da 7,7 mm, una per ciascuno sponson e una sulla parte anteriore dello scafo. Una quarta Lewis veniva conservata nel carro armato come ricambio. I cannoni avevano un angolo di brandeggio di 100° ed erano posizionati in modo da avere il servente alla destra e l'artigliere sulla sinistra; a causa di questa configurazione solo il cannone sul lato destro poteva sparare avanti. Le canne sono state accorciate per evitare che colpissero ostacoli o che si conficcassero nel terreno. La versione femmina (Female) era dotata di 5 mitragliatrici Lewis e non aveva cannoni. Una terza versione da trasporto rifornimenti, denominata Tank Tender, era completamente disarmata.
William Beardmore and Company, Vickers e Cammell Laird erano responsabili della produzione della corazzatura, Foster e Clayton & Shuttleworth producevano i cingoli, la Armstrong Whitworth forniva i cannoni da 6 libbre, la Daimler Motor Company produceva motori, trasmissioni, frizioni, radiatori e differenziali. I vari componenti venivano inviati presso fabbriche in cui avveniva l'assemblaggio finale del carro armato.
Il primo ordine di 1 000 Mark IV fu firmato con Metropolitan nell'agosto 1916. L'ordine è stato cancellato, ripristinato e modificato tra agosto e dicembre 1916.
Il Mark IV è stato prodotto tra marzo 1917 e ottobre 1918. Metropolitan costruì 820 esemplari, Fosters, Coventry Ordnance Works e Armstrong Whitworth costruirono 100 esemplari ciascuno, Mirrlees e Beardmore produssero 50 esemplari ciascuno.
Su alcuni esemplari sono state installate delle estensioni sulla parte posteriore dei cingoli nel tentativo di migliorare le capacità di attraversamento delle trincee. Tuttavia questa soluzione si dimostrò non sufficientemente robusta e non vi è traccia dell'utilizzo in battaglia di questi esemplari modificati.
In totale sono stati prodotti 1 220 Mark IV: 420 maschi, 595 femmine e 205 Tank Tender, rendendolo il carro armato britannico più prodotto della guerra.

## Impiego operativo
I primi Mark IV sono stati consegnati in Francia nell'aprile 1917 e il mese successivo sono stati assegnati alle unità.
Il Mark IV è stato utilizzato per la prima volta il 7 giugno 1917 nella battaglia di Messines, in cui oltre 60 Mark IV supportarono la fanteria in terreno asciutto ma ricco di crateri. Nella battaglia di Passchendaele i Mark IV si trovarono in difficoltà nel terreno bagnato e alcuni rimasero immobilizzati dopo essere affondati nel fango e divenendo facili bersagli per l'artiglieria tedesca.
Nella battaglia di Cambrai sono stati utilizzati 476 Mark IV, che dimostrarono che l'uso massiccio dei carri armati può superare anche sistemi di difesa complessi.

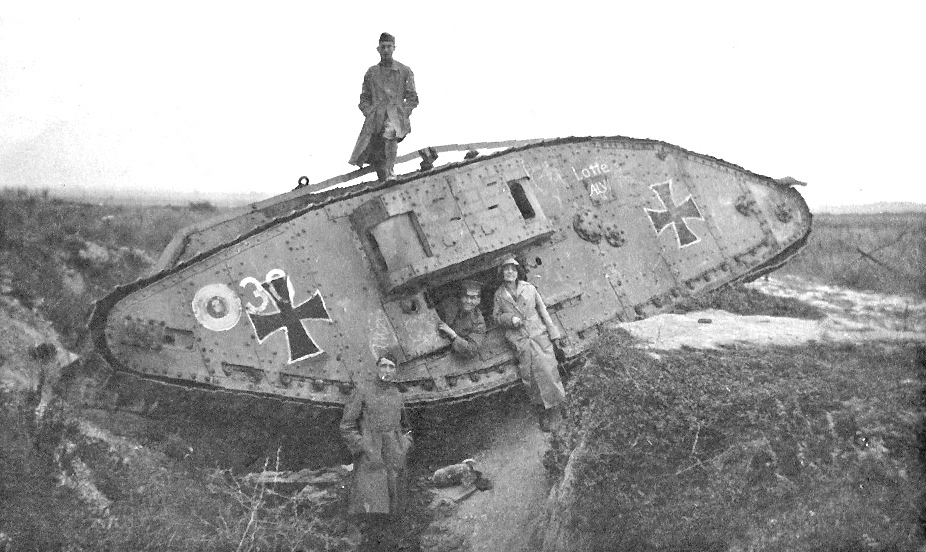
Un Mark IV femmina catturato sulla Linea Hindenburg nel 1918

Durante l'offensiva di primavera i Mark IV presero parte al primo scontro tra carri armati della storia contro 13 A7V tedeschi e nell'aprile 1918 un Mark IV ottenne la prima vittoria in uno scontro tra carri armati. A partire dal luglio 1918 il Mark IV iniziò ad essere sostituito, non completamente, dal Mark V.
Circa 40 Mark IV sono stati catturati e utilizzati dai tedeschi suddivisi in 4 compagnie con un equipaggio di 12 uomini ciascuno. Su alcuni di questi esemplari i cannoni da 6 libbre sono stati sostituiti con pezzi di artiglieria tedeschi.
Un Mark IV femmina è stato acquistato dal Giappone ed è stato consegnato nell'ottobre 1918 per essere mostrato al pubblico e per essere studiato dagli ingegneri giapponesi per produrre carri armati locali.